# کاردوشکوت
کاردوشکوت (به مجاری:  Kardoskút) یک منطقهٔ مسکونی در مجارستان است که در ناحیه اوروش‌هازا واقع شده‌است. کاردوشکوت ۷۶٫۵۸ کیلومتر مربع مساحت و ۹۱۳ نفر جمعیت دارد.